# Antítesi
L'antítesi (del grec ἀντίθεσις, antíthesis, oposició) és un recurs literari que consisteix a contraposar dos sintagmes, frases o versos en què cada un expressa una idea de significació afirmativa o negativa. El recurs retòric contraposa dues idees, paraules o expressions de sentit oposat. Un exemple d'antítesi és: "el so del silenci", o l'oposició completa i absoluta en locucions: "Els dos germans són tan diferents que l'un és l'antítesi de l'altre". També en el contrast que neix de l'acostament de dues idees o expressions que tenen un significat aparentment contrari: "vessar llàgrimes d'alegria" hi ha una antítesi. També dit d'allò que forma antítesi amb una altra cosa. (Sinònims: contradicció, contrast, diferència, incompatibilitat, oposició).
L'antítesi és un recurs literari molt utilitzat pels poetes de l'edat mitjana. Pot formar-se a partir de l'antonímia de mots o expressions o bé pel sentit ampli de les frases, que es refereixin a realitats oposades. L'efecte estilístic de la contraposició dona més força a les imatges que la continguin.
En Filosofia, l'antítesi és l'oposició entre dos termes o dues proposicions. La contraposició d'idees o pensaments de sentit contrari, on es produeix un contrast que neix de l'acostament de dues idees o expressions que s'oposen l'una a l'altra.En la dialèctica de Hegel, l’antítesi és el moment negatiu que la raó contraposa a la tesi per poder-la superar en la síntesi.
Kant donà el nom d’antítesi a la proposició que en les antinòmies de la raó pura s'oposa a la tesi.
Antítesi:relació amb tesi i síntesi
Pàgina principal:Tesi, antítesi, síntesi
La tríada tesi, antítesi, síntesi, se sol utilitzar per descriure el pensament del filòsof alemany Georg Wilhelm Friedrich Hegel.